# Mission Stadium
El Mission Stadium fue un estadio de béisbol que estaba localizado en la ciudad de San Antonio, Texas, Estados Unidos. Albergó béisbol de la Liga de Texas de 1947 a 1964. El estadio fue casa del equipo San Antonio Missions durante todo el periodo en que el estadio estuvo abierto. El estadio albergó la vigésima segunda y vigésima sexta  edición del juego de estrellas de la Liga Mexicana de Béisbol en 1960 y 1961, en partidos entre las selecciones de la Liga Mexicana de Béisbol y la Liga de Texas.